# Seiya Sanada
Seiya Sanada (真田 聖也, Sanada Seiya) (Niigata, 26 de janeiro de 1988) é um lutador profissional japonês, mais conhecido por seu trabalho na All Japan Pro Wrestling, onde foi o primeiro campeão do Gaora TV Championship quando ele ganhou um torneio. Sanada também foi duas vezes campeão de duplas de toda Ásia, e também por uma vez campeão mundial unificado de duplas da AJPW depois de vencer a World's Strongest Tag Determination League de 2011.
Sanada atualmente é freelancer ele no passado trabalhou para a promoção de Keiji Mutoh, a Wrestle-1. Como parte da parceria de troca de talentos entre Wrestle-1 e a promção americana Total Nonstop Action Wrestling (TNA), Sanada também atuou na TNA, onde é o foi campeão da X Division, tendo derrotado Austin Aries no evento Kaisen: Outbreak em 2 de março de 2014 para ganhar o título. Ele em 2014 foi-se embora da Wrestle-1 e na TNA fez parte de um grupo chamado The Revolution ele foi se embora da TNA em 2014. Ele
trabalhou no circuito independente Americano em 2015 e ele voltou a trabalhar no Japão mas como freelancer. Ele atualmente trabalha para a New Japan Pro Wrestling (NJPW) como Sanada (estilizado em letras maiúsculas).

## Carreira na luta profissional

### Início de carreira
Em 2005, Sanada tentou ganhar um lugar no local de treinamento no dojo da New Japan Pro Wrestling (NJPW), mas não consegui passar nos testes. Depois, Sanada começou a olhar para outras promoções para uma escola de formação.

### All Japan Pro Wrestling (2007–2013)
Sanada foi treinado por Keiji Mutoh na sua escola Mutohjuku e tornou-se profissional em 13 de março de 2007, num esforço perdido na parceria com Ryuji Hijikata contra Katsuhiko Nakajima e o T28 . Dentro de alguns meses na sua carreira, Sanada ganhou sua primeira honra, quando ele juntou-se com Kensuke Sasaki e Nakajima para ganhar o Samurai! TV Triple Arrow Tournament em 29 de maio de 2007. Após a vitória no torneio, Sanada passou os próximos dois anos no combate de aberturas lutando outros dentro e fora da promoção e começou uma parceria com Manabu Soya. Até 2009, Sanada começou a mover-se o cartão principal quando ele participou na sua primeira Champion Carnaval, mas terminou em último sem pontos. No final do ano, Sanada terminou com Soya e brevemente juntou-se com Osamu Nishimura com os dois a entrar na 2009 World's Strongest Tag Determination League com Sanada mesmo ao receber vitória ao fazer pin sobre os campeões de equipas Taiyo Kea e Minoru Suzuki, mas a execução da equipa terminou quando Sanada sofreu uma gripe e teve que retirar-se do torneio.

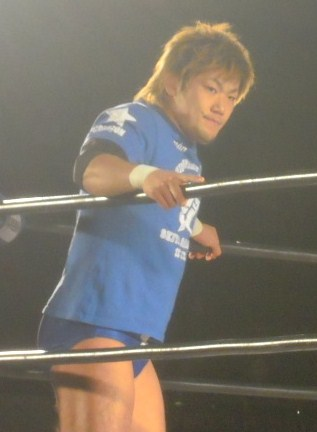
Sanada em 2011

Em 2010, Sanada, mais uma vez entrou na Champion Carnaval mas os resultados foram os mesmos que ele terminou em último no seu bloco sem pontos. Na primavera, Sanada formou um grupo formado chamado New Generation Force, com Suwama, Masayuki Kono, Ryota Hama, e Manabu Soya. Em 29 de agosto de 2010 no Pro Wrestling Love em Ryogoku Vol. 10, Sanada e Soya derrotaram Taru e Big Daddy Voodoo para ganharem os All Asia Tag Team Championship. Sanada e Soya entraram na World Strongest Tag Determination League 2010 no outono onde terminaram em 6º lugar com 7 pontos. Sanada e Soya perderam os Tag All Asia Championship para equipa de Daisuke Sekimoto e Yuji Okabayashi em 21 de Março de 2011. Durante o ano de 2011, Sanada atingiu todo o seu potencial, alcançando as finais da Champion Carnival contra Yuji Nagata, mas perdeu contra ele na final. Ele também entrou na 2011 World Strongest Tag Determination League com o Kai e ganhou o torneio ao derrotar Masayuki Kono e Masakatsu Funaki nas finais. Eles, então, desafiaram os World Tag Team Champions Dark Cuervo e Dark Ozz pelos títulos, mas eles perderam. Eles então enfrentaram-se num combate simples, o que levou a Sanada ganhar esse combate. Após o combate ambos tiveram uma entrevista e Sanada decidiu que eles deveriam separar e seguir em frente com a sua equipa que Kai também acordou. Em 2012 ele então desafiou o ás da All Japan Suwama num combate de 60 minutos, mas ele também perdeu. Ele, então, desafiou o seu ex-treinador Satoshi Kojima para um combate, mas também perdeu depois de um Lariat por Kojima, durante o combate ele sofreu uma lesão no joelho direito, mas ainda lutou e levou pouco tempo para curar o joelho. Em seguida, ele participou na Champion Carnaval 2012 e perdeu para seu ex-parceiro de equipa Manabu Soya. Mas depois ele ganhou o seu primeiro combate contra o irmão de Manabu Soya Takumi Soya e estreou um novo finalizador chamado "This Is It". Em 20 de maio de 2012, Sanada e Joe Doering derrotaram Soya e Takao Omori para ganhar os World Tag Team Champions. Sanada e Doering perderam os títulos de volta para Soya e Ōmori em 17 de junho. Em 7 de Outubro de 2012, Sanada derrotou Yasufumi Nakanoue na final do torneio para tornar-sr o inaugural Gaora TV Champion. Depois de alcançar as semifinais da Champion Carnival 2013, All Japan anunciou em 1 de maio de 2013, que Sanada estaria numa excursão de aprendizagem para Moncton, Canadá, onde ele iria treinar sob Emile Dupree. Durante a excursão, Sanada perdeu o Gaora TV champion para René Dupree em 27 de maio.

### Wrestle-1 (2013–2015)
Em 1 de julho, enquanto que estava no Canadá, Sanada anunciou a sua demissão da All Japan, e participou num êxodo em massa causada por Nobuo Shiraishi devido a Shiraishi torna-se o novo presidente da promoção. Após a sua renúncia, Sanada viajou para o México na sua própria despesa para continuar a sua formação. Embora Sanada não foi anunciado como parte da promoção do Keiji Mutoh a Wrestle-1, ele fez uma aparição surpresa no evento inaugural da promoção em 8 de setembro, perdendo para Kai num combate simples. Sanada e Kai tiveram outro combate no evento principal no segundo espetáculo da Wrestle-1 em 15 de setembro desta vez Sanada foi vitorioso. Em 24 de setembro, a Wrestle-1 anunciou que Sanada tinha assinado um contrato com a promoção. Sanada lutou o seu primeiro combate sob um contrato da Wrestle-1 em 6 de Outubro, ao perder para Kai no evento principal do primeiro evento da promoção no Korakuen Hall. Como resultado, Kai venceu a série entre ele e Sanada 3-2 Em 16 de novembro, Sanada desafiou sem sucesso o visitante lutador americano A.J. Styles pelo TNA World Heavyweight Championship.

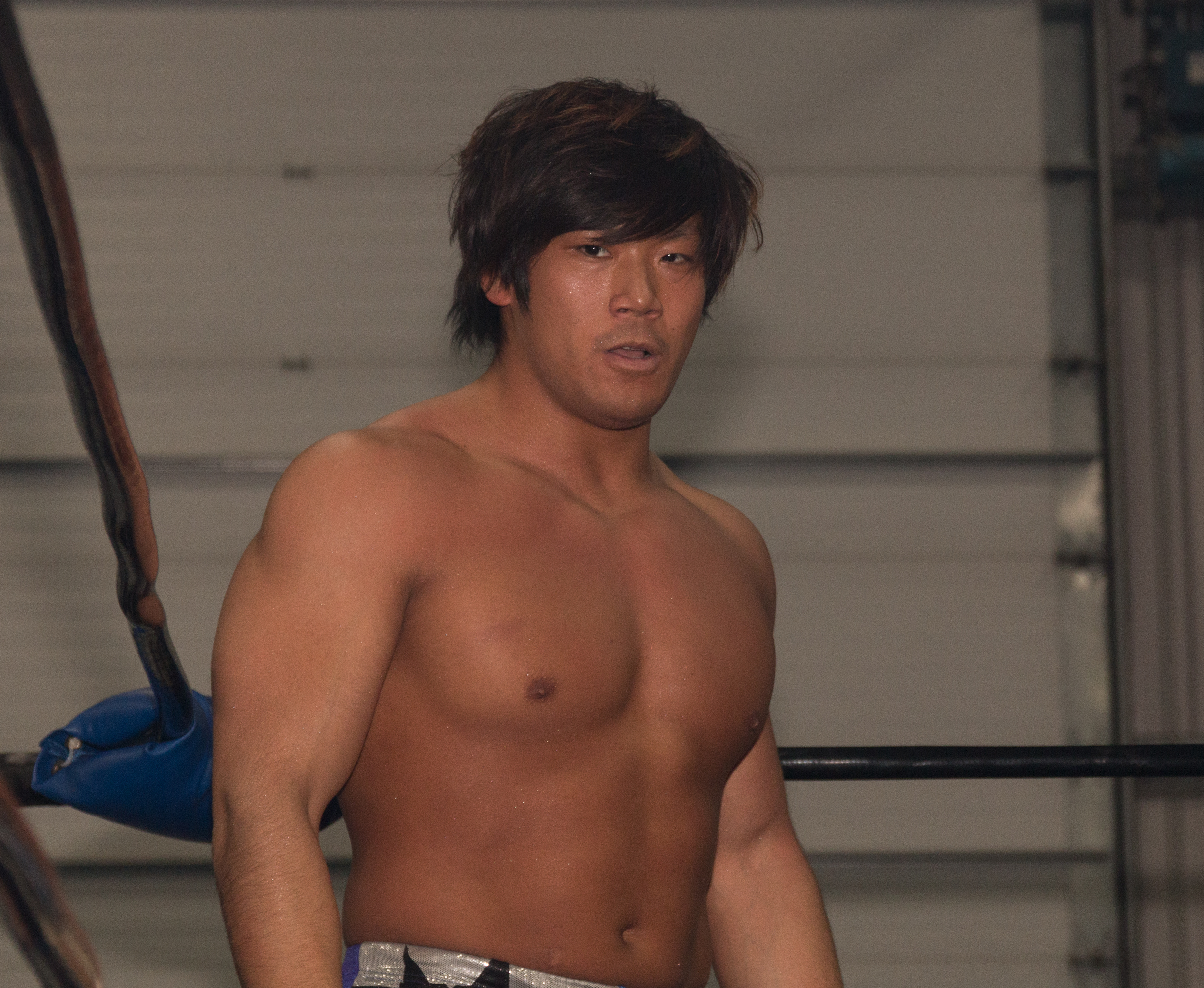
Sanada em janeiro 2015

No início de 2014, foi oferecido a Sanada uma oportunidade de pelo Tna World Heavyweight Championship mas em vez disso ele optou por ir para o TNA X-Division Championship. Em 15 de fevereiro, Sanada derrotou dezenove homens numa batalha royal para tornar-se o candidato numero 1 ao título. Em 2 de março no Kaisen: Outbreak, Sanada derrotou Austin Aries para tornar-se o TNA X-Division Championship no dia seguinte, a Wrestle-1 anunciou que Sanada iria deixar o Japão para trabalhar para TNA indefinidamente. Sanada continuou a fazer aparições esporádicas para a Wrestle-1, ao defender seu titulo contra Seiki Yoshioka em 22 de março e contra Christopher Daniels em 17 de abril ao mesmo tempo, perdendo para o The Great Muta no evento principal do segundo evento no Ryōgoku Kokugikan na Wrestle-1 Shōgeki: Impact, em 6 de julho no dia seguinte, a Wrestle-1 e Sanada realizou uma conferência de imprensa para anunciar que ele assinou um contrato com a TNA, dando-lhe um duplo contrato entre Wrestle-1 e a promoção americana Total Nonstop Action Wrestling. Sanada voltou a trabalhar para a Wrestle-1 em tempo inteiro em outubro de 2014, quando foi inactivo na TNA durante o resto do ano. No mês seguinte, Sanada uniram-se com Hiroshi Yamato para o torneio a Primeira Tag League Greatest, definido para determinar os inaugurais Wrestle-1 Tag Team Champions. Eles terminaram o seu bloco com um recorde de uma vitória, dois empates e uma derrota, perdendo avanço para as semifinais. Em 22 de dezembro de Sanada desafiou sem sucesso Keiji Mutoh pelo Wrestle-1 Championship. Em 13 de maio de 2015, Sanada anunciou numa conferência de imprensa no Japão, que ia deixar a Wrestle-1 uma vez que seu contrato expirava dois dias mais tarde, para que ele pudesse continuar a trabalhar nos Estados Unidos como um trabalhador autonomo a tempo inteiro.

### Total Nonstop Action Wrestling (2014–2015)
Sanada fez a sua estréia na TNA em 9 de março na Lockdown, onde, trabalhou sob apenas o seu nome de família, e uniu-se com o The Great Muta e Yasu para derrotar Chris Sabin, Christopher Daniels e Kazarian num combate de equipas num jaula de aço de seis homens. Quatro dias depois, Sanada fez sua estréia na Impact Wrestling, em parceria com Tigre Uno para derrotar oTNA World Tag Team Champions, The BroMans (Jessie Godderz e o Robbie E), num combate que não era pelos títulos. Como resultado, os dois recebeu uma opurtunidade pelos TNA World Tag Team Championship na semana seguinte, mas foram derrotados num combate de trêss equipas, que também incluiu os The Wolves (Davey Richards e o Eddie Edwards). Sanada e Tigre Uno foram em seguida, colocaram um contra o outro numa série à "melhor de três" o pelo TNA X-Division Championship. Em 27 de abril, na Sacrafice, Sanada derrotou Uno para ganhar a série por 2-1 e manter o seu Tna X-Division Championship. Em 15 de junho, na Slammiversary XII, Sanada derrotou Crazzy Steve, Davey Richards, Eddie Edwards, Manik e Tigre Uno num combate de escada de seis homens para manter X-Division Championship. Em 20 de junho na Impact Wrestling, Sanada perdeu o X Division Championship de volta para Austin Aries.
Durante as gravações do dia 25 de junho, Sanada numa rivalidade, onde ele traiu o seu mentor Great Muta, atingindo-o com uma cadeira de aço e um moonsault, depois de salvá-lo inicialmente de James Storm. No dia seguinte, na Destination X, Storm introduziu-o Sanada como o seu novo protegido, antes de ele derrotar Brian Cage e Crazzy Steve para avançar para as finais de um torneio pelo desocupado X-Division Champion. Em 27 de junho na Impact Wrestling, Sanada foi derrotado por Samoa Joe nas finais do torneio, que também incluiu Low Ki. Depois de assinar um contrato de um ano com a TNA, Sanada estreou a sua nova personalidade "The Great Sanada" e um olhar inspirado no Great Muta sobre o dia 27 de agosto na Impact Wrestling, e derrotou Austin Aries com a ajuda de Storm. Sanada e Storm foram finalmente unidos por Abyss e Manik para formar um grupo chamado The Revolution. Em 12 de outubro, Sanada no evento principal na TNA Bound for Glory em Tóquio, ele e Storm foram derrotados por Muta e Tajiri num combate de equpias. Em 10 de abril de 2015, na Impact Wrestling, Storm demitiu Sanada dos The Revolution, afirmando que Sanada tinha desiludido-o demasiados vezes e Sanada foi-se embora da promoção em 16 de Abril.

### A trabalhar autonomamente (2014–2016)
Em 20 de Setembro, 2014, Sanada, usando a sua pessoa má Great Sanada, e a fez sua estréia para a promoção independente americana Chikara, ao entrar no torneio anual Rey de Voladores. Depois de derrotar Amasis, AR Fox e Orlando Christopher no seu combate de abertura de eliminação de quatro vias, Sanada foi derrotado na final do torneio no dia seguinte por Shynron. Depois de deixar a TNA em abril de 2015, Sanada começou a trabalhar mais regularmente no circuito independente americano. Em 6 de maio, a Global Force Wrestling(GFW) anunciou Sanada como parte de sua lista. Ele fez sua estréia para a promoção em 11 de julho, com a parceria de Takaaki Watanabe num combate de equipas, onde foram derrotados pelos Bullet Club (Doc Gallows e Karl Anderson). Embora agora vivendo nos Estados Unidos, em julho de Sanada voou de volta para o Japão para participar de um tentativa para entar na WWE realizada por William Regal.Em 20 de Setembro, 2014, Sanada, usando a sua pessoa má Great Sanada, e a fez sua estréia para a promoção independente americana Chikara, entrando no torneio anual Rey de Voladores. Depois de derrotar Amasis, AR Fox e Orlando Christopher em no seu combate de abertura de eliminação de quatro vias, Sanada foi derrotado na final do torneio no dia seguinte por Shynron. Depois de deixar a TNA em abril de 2015, Sanada começou a trabalhar mais regularmente no circuito independente americano. Em 6 de maio, a Global Force Wrestling (GFW) anunciou Sanada como parte de sua lista. Ele fez sua estréia para a promoção em 11 de julho, com a parceria com Takaaki Watanabe num combate de equipas, onde foram derrotados pelos Bullet Club (Doc Gallows e o Karl Anderson). Embora agora vivendo nos Estados Unidos, em julho de Sanada voou de volta para o Japão para participar de um tentativa para entar na WWE realizada por William Regal. Ele mais tarde voltou para o Japão e voltou para a Wrestle-1 mas como um trabalhador autónomo e foi contra o Kai e também e participou na Big Japan Pro Wrestling no torneio Ikkitosen Strong climb 2016. Em agosto Sanada apperceu no evento da Tokyo Gurentai fezendo equipa com Minoru Fujita e Mazada derrotando a equipa de Harashima, Kotaro Suzuki e Masato Tanaka.

### New Japan Pro Wrestling  (2016–presente)
Em 10 de abril de 2016, Sanada uma estréia surpresa na New Japan Pro Wrestling (NJPW) na Invasion Attack 2016 ao interferir no evento principal e ajudando Tetsuya Naito a derrotar o Kazuchika Okada pelo IWGP Heavyweight Championship, jutando a equipa do Tetsuya Naito Los Ingobernables de Japón (L.I.J.) no processo. No dia seguinte, a NJPW anunciou o novo nome de ringue do Sanada que o seu nome de família em letras maiúsculas. Embora ele começou a trabalhar para NJPW ao dia inteiro mas Sanada continuou a ser um freelancer. Sanada lutou a sua primeira luta na NJPW em 17 de abril, quando ele e os seus pareceiros dos Los Ingobernables de Japon Naito , Bushi e Evil derrotaram o Gedo, Hirooki Goto, Ka1zuchika Okada e o Tomohiro Ishii com ele submetendo o Gedo para ganhar. A primeira grande luta do Sanada teve lugar no dia 03 de maio na Wrestling Dontaku 2016, quando ele foi derrotado por Okada.  No dia 18 de julho, Sanada entrou na 2016 G1 Climax, onde tive uma grande vitoria sob Hiroshi Tanahashi. Ele terminou o torneio no dia 12 de agosto com quatro vitorias e cinco derrotas. No fim do ano, Sanada fez parte da World Tag League de 2016, fezendo equipa com perceiro Evil. Os dois terminaram o bloco com cinco vitorias e duas derrotas mas perderam com os vecedores do bloco Togi Makabe e Tomoaki Honma costando o lugar deles para as semi-finais. No dia 4 de janeiro de 2017 na Wrestle Kingdom 11 in Tokyo Dome, Sanada, Bushi e Evil ganharam uma luta de quatro equipas para tornarem-se os novos NEVER Openweight 6-Man Tag Team Champions. Mas eles perderam os titulos com Hiroshi Tanahashi, Manabu Nakanishi e Ryusuke Taguchi no dia seguiente.

## Na luta profissional
- Movimentos de finalização
  - Bridging tiger suplex[2][16]
  - Moonsault[1][2][16][16][17] – adoptou pelo Keiji Mutoh
  - This Is It  (AJPW/W-1) / Skull End[9] (NJPW) (Dragon sleeper com um bodyscissors)[18] – 2012–presente
- Movimentos secundários
  - Backslide[16]
  - Japanese leg roll clutch[1][2][16]
  - Múltiplas variações de suplex
    - Bridging dragon[16]
    - Bridging tiger[16]
    - German[16]

  - Rolling cradle[16]
  - Springboard dropkick[16]
  - Standing moonsault[16]
- Alcunhas
  - "Saint Seiya"[16]
  - "Shining Star"[4]
  - "Youth Hurricane"[4]
- Temas de entrada
  - "Seishun no Arashi (Hurricane)" pelo Hiroyuki Sanada[19]
  - "Pegasus Fantasy" por MAKE-UP
  - "Probability" por All Japan Pro Wrestling[1]
  - "Japan Rising Sun" pelo Dale Oliver[20] (TNA)

## Campeonatos e prêmios
- All Japan Pro Wrestling
  - All Asia Tag Team Championship (2 vezes) – com Manabu Soya[1][2]
  - Gaora TV Championship (1 vez e inaugural)[1][2]
  - World Tag Team Championship (1 vez) – com Joe Doering[1][2]
  - Gaora TV Championship Tournament (2012)
  - Samurai! TV Cup Triple Arrow Tournament (2007) – com Kensuke Sasaki e Katsuhiko Nakajima[21]
  - World's Strongest Tag Determination League (2011) – com KAI
- Total Nonstop Action Wrestling
  - TNA X Division Championship (1 vez)[22]
  - Global Impact Tournament (2015) – com (Angelina Love, Bram, Drew Galloway, The Great Muta, Khoya, Magnus, Rockstar Spud, Sonjay Dutt e o Tigre Uno)